# Filodes adustalis
Filodes adustalis är en fjärilsart som beskrevs av Ghesquière 1942. Filodes adustalis ingår i släktet Filodes och familjen Crambidae. Inga underarter finns listade i Catalogue of Life.